# Marian Aas Hansen
Marian Aas Hansen, född 12 juni 1975 i Ski, är en norsk musiker och skådespelare. Den 26 september 2005 debuterade hon med albumet One Small Step For Me. Hon var i flera år tillsammans och förlovad med skådespelaren Kåre Conradi, och de två fick mycket uppmärksamhet då nakenbilder av de två var för sig och tillsammans, stals och lades ut på internet.
Aas Hansen har spelat i en show-föreställning 2007, «Showgirls» på Chat Noir tillsammans med Guri Schanke, Elisabeth Andreassen och Hilde Lyrån. Hon har tidigare genomfört flera julturnéer med Anita Skorgan, Tor Endresen och Rune Larsen. 2007 gav Aas Hansen ut julskivan It's Beginning To Look A Lot Like Christmas, där hon spelade in sina versioner av julklassiker som «Santa Baby», «Have Yourself A Merry Little Christmas» och «Holy Night».

## Diskografi
Album
- One Small Step For Me (2005)
- It's Beginning To Look A Lot Like Christmas (2007)
- A Million Miles Away (2010)

Singlar/EPs
- "On the Wings of Love" (1998)
- "En helt ny verden" (1999)
- "The Little Girl in the Picture" (2005)
- "Love is Never Never (2005)
- "Things They Shouldn't (Radio Edit)" (2005)
- "Have Youself a Merry Little Christmas" (2007)
- "Tänker du nånsin på mig" (med Göran Fristorp)
- "Is it True?" (2008)